# リオック
リオック（学名：Sia ferox）は、インドネシアに生息する昆虫の一種。キリギリス亜目- コロギス上科 (en) - Stenopelmatidae科 (en) - Sia属に分類される大型の直翅目昆虫であり、日本国内ではオバケコロギス(お化け蟋蟋螽)の名称で動物園で展示されたこともある。また通称である「リオック」は、生息地での現地人による呼称の表音を和文カナ表記したものである。生息はインドネシアでのみ確認されている。コロギス上科に属するが、近縁のコオロギ類（コオロギ上科）と外見的に大差ないことと、原産地以外では、虫同士を闘わせる娯楽映像作品（後述）で比較的知名度を上げた日本を例外として、2013年現在でも世界ではあまり知られた存在ではない。

## 生物的特徴

### 形態
体長約65- 80mm。基本的な形態は日本のコロギスに似るが、やや体型が細長い。体色はハネナシコロギス (Nippancistroger testaceus) に似て茶褐色であり、体長は2- 3倍と大型である。また、脚がより太く、長い。
メスの産卵管は他の有翅系コロギスと異なり、痕跡的である。外見上の性差はオスは細身で顎も小さいが、メスはかなり大柄かつ獰猛で最大10cm近くにもなり、カマキリなどと同様にペアで飼育するとオスを捕食してしまうことがある。ただし、これは本種に限った話ではなく、コロギス類、キリギリス亜科全般に見られる現象である。

### 生態
夜行性。他のコロギスと同じく肉食性。他の昆虫を捕食するが、その場所は朽木中とも樹上とも言われ、詳細は定かでない。しばしば自分より大きな昆虫でも襲って食べる点は、ヤブキリと同様である。

### 関連する分類群
- Stenopelmatidae科（学名：Stenopelmatidae、英語名：Jerusalem cricket）
  - クロギリス科（学名：Anostostomatidae、英語名：king cricket）

## 人間との関わり

### 日本

#### 飼育実績
東京都の多摩動物公園で飼育された事があるが頻繁に展示レイアウトを壊され飼育担当者泣かせだったという。

#### 娯楽映像作品にて
種類の異なる虫を格闘させた映像を収録する娯楽用DVDソフト『虫王』（第2回大会。2005年［平成17年］発売）に「インドネシアの悪霊」のキャッチフレーズで登場し、5匹の大型肉食性昆虫（一部ヒヨケムシ等の昆虫以外も含む）を相手に全て勝利し、圧倒的な強さを示したことで、それまで生態はおろか存在すらほとんど知られていなかった本種は一躍有名になった。しかし、知名度は高まったものの、日本国内で本種が流通する機会はほとんどなく、生体が販売されるケースは極めて少ない。

#### 流通
その強靭な顎で段ボール箱程度なら食い破ってしまうという情報も確認されており、その性質と体躯から肉食性昆虫の餌としても適さず、生態が不明な点も多いため飼育にも適していない点が多い。これらのことから輸入による採算が取れないと考えられ、上記のように国内での流通量は僅かである。しかし、近年では一年に一度程度は生体が輸入されることがあり、今後も流通は増加する可能性もある。